# Mayagüez
Mayagüez – miasto  na zachodnim wybrzeżu Portoryko, nad cieśniną Mona; założone około 1763; 89 tys. mieszkańców (2010); ośrodek hafciarstwa; eksperymentalna stacja rolnicza; port morski, połączenie kolejowe i drogowe ze stolicą terytorium San Juan oraz Ponce; ważny port lotniczy; w okolicy złoża limonitu; 1918 poważnie zniszczone wskutek trzęsienia ziemi.
W mieście rozwinął się przemysł cukrowniczy, tytoniowy oraz włókienniczy.